# En la intimidad
«En la intimidad» es el segundo sencillo de la cantante mexicana Thalia, de su segundo álbum de estudio Mundo de cristal, la canción fue lanzada el año de 1991.

## Canción
El tema habla sobre una chica que esta completamente lista para poder entregarse en la intimidad, que no va a tener miedo a nada y lo único que le va a importar es estar con él.

## Video
El video musical muestra a Thalia bailando y ella se entrega totalmente al ritmo y comienza a bailar. Como dato curioso, el hombre que aparece en el video es el reconocido actor mexicano, Jaime Camil. 
El video del tema fue dirigido por Carlos Somonte y Emmanuel Lubezki. El tema habla sobre una chica que está completamente lista para poder entregarse en la intimidad, que no va a tener miedo a nada y lo único que le va a importar es estar con él.